# Metro Jornal
Metro Jornal é um jornal de distribuição gratuita brasileiro lançado em 2007 numa joint venture entre a empresa sueca Metro International, que publica os jornais "Metro", e o conglomerado brasileiro Grupo Bandeirantes de Comunicação. O jornal tem tiragem de 150 mil exemplares e é distribuído nos principais cruzamentos da cidade de São Paulo, nos dias úteis, desde 7 de maio de 2007. 

## História
Em agosto de 2008, o editor-chefe do jornal, Renato Essenfelder, afirmou à revista Imprensa que previa aumentar em 25 mil exemplares a tiragem diária do jornal ao longo do segundo semestre, o que só não aconteceu antes porque a capacidade das duas gráficas que imprimiam o jornal já estava esgotada.
A proposta de distribuição gratuita do jornal é descrita assim por Pelle Tornberg, ex-CEO da Metro International: "O Metro informa de maneira rápida, sem perda de tempo e se as pessoas não querem mais pagar pela informação, então vamos oferecê-la de graça."
Sua primeira manchete no Brasil foi "Virada Cultural acaba em pancadaria na Sé". De acordo com o presidente do Metro no Brasil, Ricardo Lenz, a versão paulistana foi "o melhor lançamento do grupo no mundo". O jornal começou fazendo sucesso, a ponto de ser disputado nos pontos de entrega. Em 12 de abril de 2008 estreou a edição de fim de semana, distribuída aos sábados, com datas de sábado e domingo, tratando apenas da vida cultural da cidade.
Em outubro de 2009 atingiu sua maior tiragem até então, 550 mil cópias.
A partir da primeira semana de outubro de 2010, passou a circular também no Rio de Janeiro, com tiragem de 190 mil cópias. Em 2011, começou a circular também nas cidades de Curitiba (27 de abril), Belo Horizonte (28 de setembro) e Porto Alegre (26 de outubro).
Em maio de 2012, o periódico passou a circular em Brasília; em 28 de março de 2014, em Vitória; e, em 2016, em Maringá.
Em 26 de outubro de 2022, o jornal circulou pela última vez, pois a partir de 03 de novembro, foi substituído pelo Orbi, novo jornal impresso do Grupo Bandeirantes, que tem formato multiplataforma.